# Xã Iowa Lake, Quận Emmet, Iowa
Xã Iowa Lake (tiếng Anh: Iowa Lake Township) là một xã thuộc quận Emmet, tiểu bang Iowa, Hoa Kỳ. Năm 2010, dân số của xã này là 138 người.